# Hexatoma (Eriocera) glomerosa
Hexatoma (Eriocera) glomerosa is een tweevleugelige uit de familie steltmuggen (Limoniidae). De soort komt voor in het Oriëntaals gebied.